# Jardin Turc

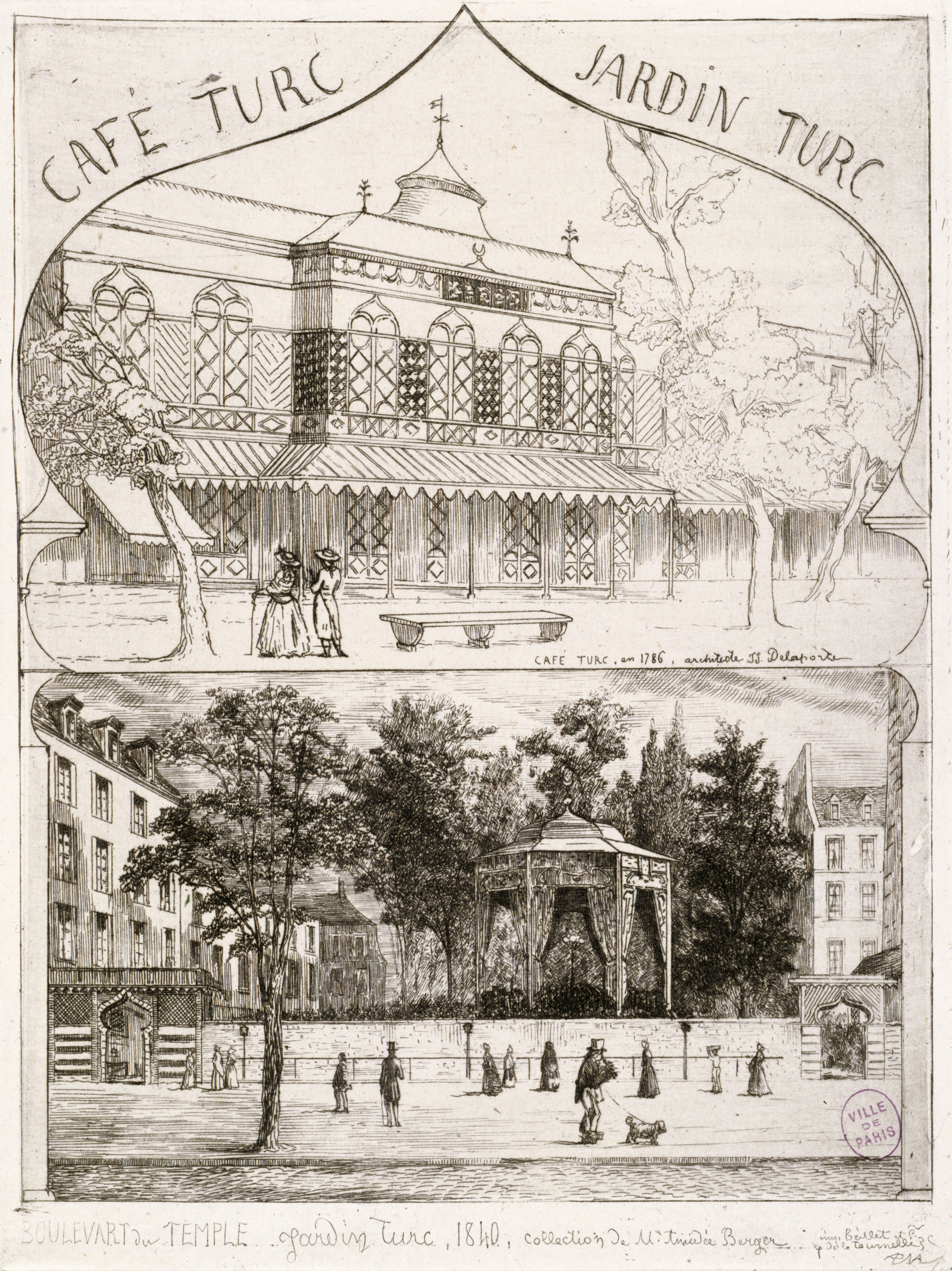
El Café Turc y el Jardin Turc, en 1840, en el parisino Boulevard du Temple. Museo Carnavalet, París.

El Jardin Turc (Jardín turco) en el boulevard du Temple, París, era un célebre café y jardín musical, lugar popular de encuentro en el distrito del Marais desde la época del primer Imperio a lo largo de todo el siglo XIX. Desde las cuatro de la tarde hasta las once de la noche, se podía disfrutar de su decoración exótica con quioscos de vidrio coloreado, linternas colgantes y un puente chino, expresando una caprichosa moda recurrente de turquerías, un subconjunto de las chinoiseries. 

## Ambiente e historia
Octave Uzanne recordó su clientela burguesa extraída del mundo de los negocios, sus grupos familiares y engominados dandis paseando en sus sendas, disfrutando cerveza espumante en los cabinets de verdure que estaban rodeados de plantas bien cuidadas, que uno podía resevar para una reunión privada.
Los  artistas callejeros eran otro atractivo para la clase media parisina: «vodeviles y arlequinadas se ofrecen por todo el jardín», hacia notar un periodista de la época. «Los refrescos no son realmente buenos, pero hay que pagar de algún modo a los músicos y a los actores». 
En el periodo 1835-38 Louis Antoine Jullien dirigía la banda musical que había sido the creada inicialmente por Auguste Tolbecque en el Jardin Turc durante su juventud, tocando las cuadrillas de ocho figuras bailadas por cuatro parejas, que era el modo como la mayoría de los parisinos escuchaban las melodías de las óperas más recientes en 1830 y 1840, en versiones simplificadas; su cuadrilla basada en  Les Huguenots siempre era apreciada.
Victor de Jouy hizo referencia, en un ensayo de 1811 que Le Jardin Turc estaba tan abarrotado que era insuficiente para las multitudes que lo asediaban, mientras que cerca el Jardin des Princes ofrecía «todos los encantos de la soledad». Volvió a ello en un ensayo titulado «Le Jardin Turc», el 16 de julio de 1814, señalando que estaba de moda denunciarlo como burgués. Parejas jóvenes no acompañadas paseaban por sus caminitos, y los ebanistas del faubourg Saint-Antoine disfrutaban de unas cervezas en su pabellón; grupos de soldados demasiado animados llenaban un quiosco iluminado por vidrieras, y en todas partes el autor parecía encontrar tête-à-têtes y conversaciones inadecuadas para los niños que le acompañaban, en una mezcla de bueno y bajo estilo que le hacía reflexionar sobre que los buenos modales pertenecían a ciertas familias y no a ciertos distritos. 

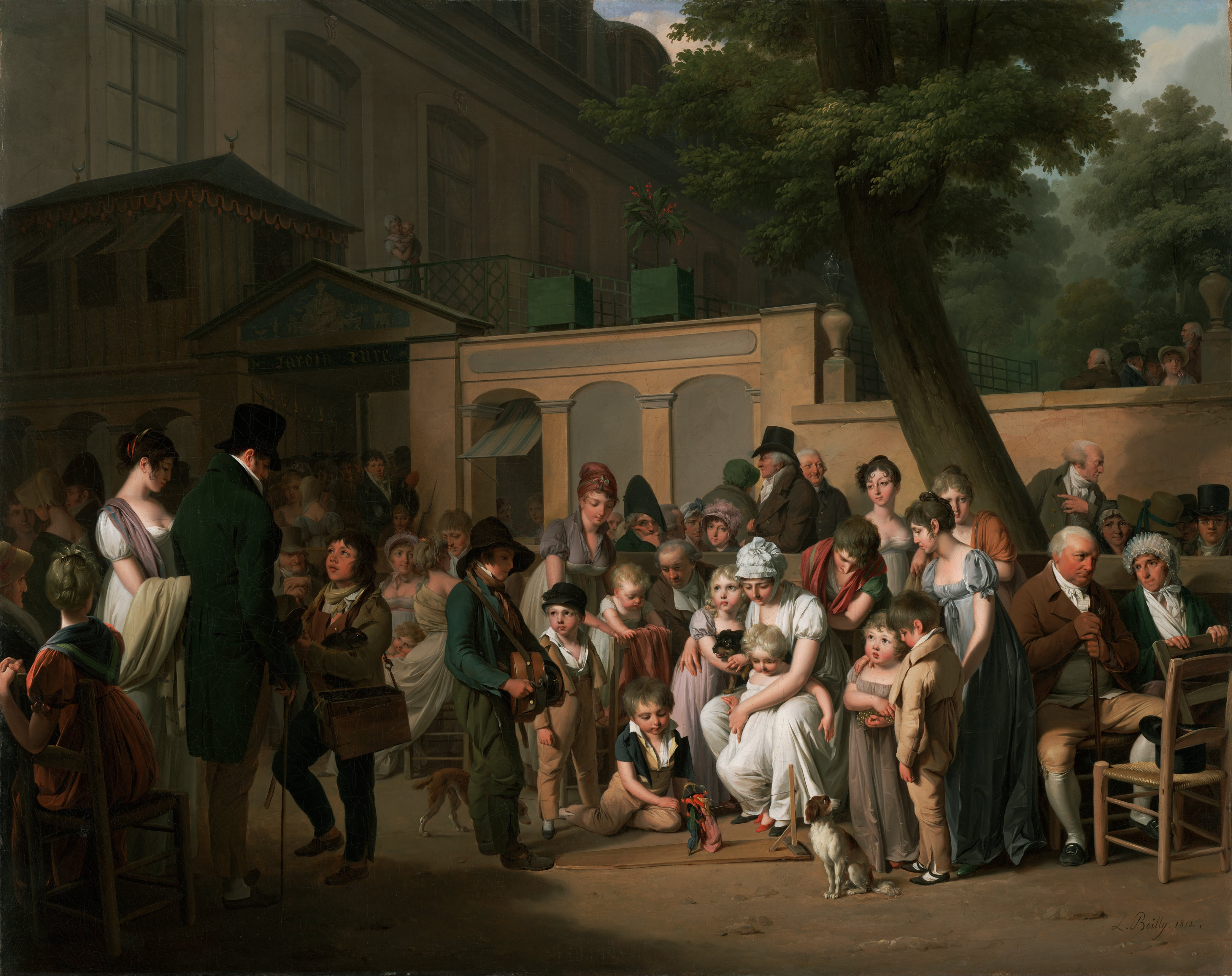
Louis Léopold Boilly, L'entree du Jardin Turc. Los Ángeles, J. Paul Getty Museum.

Louis Léopold Boilly pintó a la muchedumbre en L'entree du Jardin Turc (La entrada al Jardin Turco) en 1812, y expuso la obra de género en el Salón de París ese año. En la pintura de Boilly, la fachada recatada del café ofrece escaso estilo turco al bulevar, salvo la presencia de la luna creciente. 
Frente a la entrada, en el boulevard du Temple, el General Mortier fue asesinado el 28 de julio de 1835, por la «máquina infernal», una bomba que tenía por objetivo a Luis Felipe, con quien estaba cabalgando. El propietario del Jardin Turc, Bonvallet, era uno de los ciudadanos del Marais que objetaron enérgicamente al golpe de estado del 2 de diciembre de 1851 de Luis Napoleón, y que se autodenominaban Montagnards para recordar los días embriagadores de la primera República Francesa. Hubo quien arengó a la muchedumbre en el  bulevar desde un balcón del «citoyen Bonvallet, restaurateur», declarando que el presidente Napoléon había quebrantado la ley; pronto apareció la policía, y los radicales se retiraron rápidamente. Bonvallet continuó con el café del Jardin-Turc hasta poco antes de que comenzara la Primera Guerra Mundial.